# Longitud característica
En física, la longitud característica es una dimensión importante que define la escala de un sistema físico. A menudo, dicha longitud se usa como entrada en una fórmula para predecir algunas características del sistema.
Ejemplos:
- Número de Reynolds
- Número de Biot
- Número de Nusselt

La longitud está asociada a un punto de integración. Para el análisis 2D, se calcula tomando la raíz cuadrada del área. Para el análisis 3D, se calcula tomando la raíz cúbica del volumen asociado al punto de integración.

## Cálculo
La fórmula general para la longitud característica es el volumen de un sistema dividido por su superficie:
{\displaystyle L_{c}=V/A}
Un caso típico es calcular el flujo a través de tubos ya sean de sección circular o no, para examinar las condiciones de flujo (por ejemplo, el número de Reynolds). En esos casos, la longitud característica es el diámetro de la tubería, o en el caso de tubos no circulares, su diámetro hidráulico {\displaystyle D_{h}}:
{\displaystyle D_{h}=4A_{c}/p}
Donde {\displaystyle A_{c}} es el área de la sección transversal de la tubería y {\displaystyle p} es su perímetro mojado. Se define de tal manera que se reduce a un diámetro circular de D para tuberías circulares.
Para el flujo a través de un conducto cuadrado con lados de longitud a, el diámetro hidráulico {\displaystyle D_{h}} es:
{\displaystyle D_{h}=4a^{2}/4a=a}
Para un conducto rectangular con lados de longitudes a y b:
{\displaystyle D_{h}={\frac {4ab}{2(a+b)}}={\frac {2ab}{a+b}}}
Para superficies libres (como en el flujo de canal abierto), el perímetro mojado incluye solo las paredes en contacto con el fluido.